# Arhelan
Arhelan Sp. z o.o. (Eigenschreibweise: arhelan) ist ein polnisches Einzelhandelsunternehmen, das eine gleichnamige Supermarktkette betreibt. Das Unternehmen hat seinen Sitz in Bielsk Podlaski. Der Name des Unternehmens, das in den Woiwodschaften Ermland-Masuren, Masowien, Lublin, vor allem aber Podlachien vertreten ist, leitet sich von seinen Gründern Arkadiusz und Helena Burzyński ab.

## Geschichte

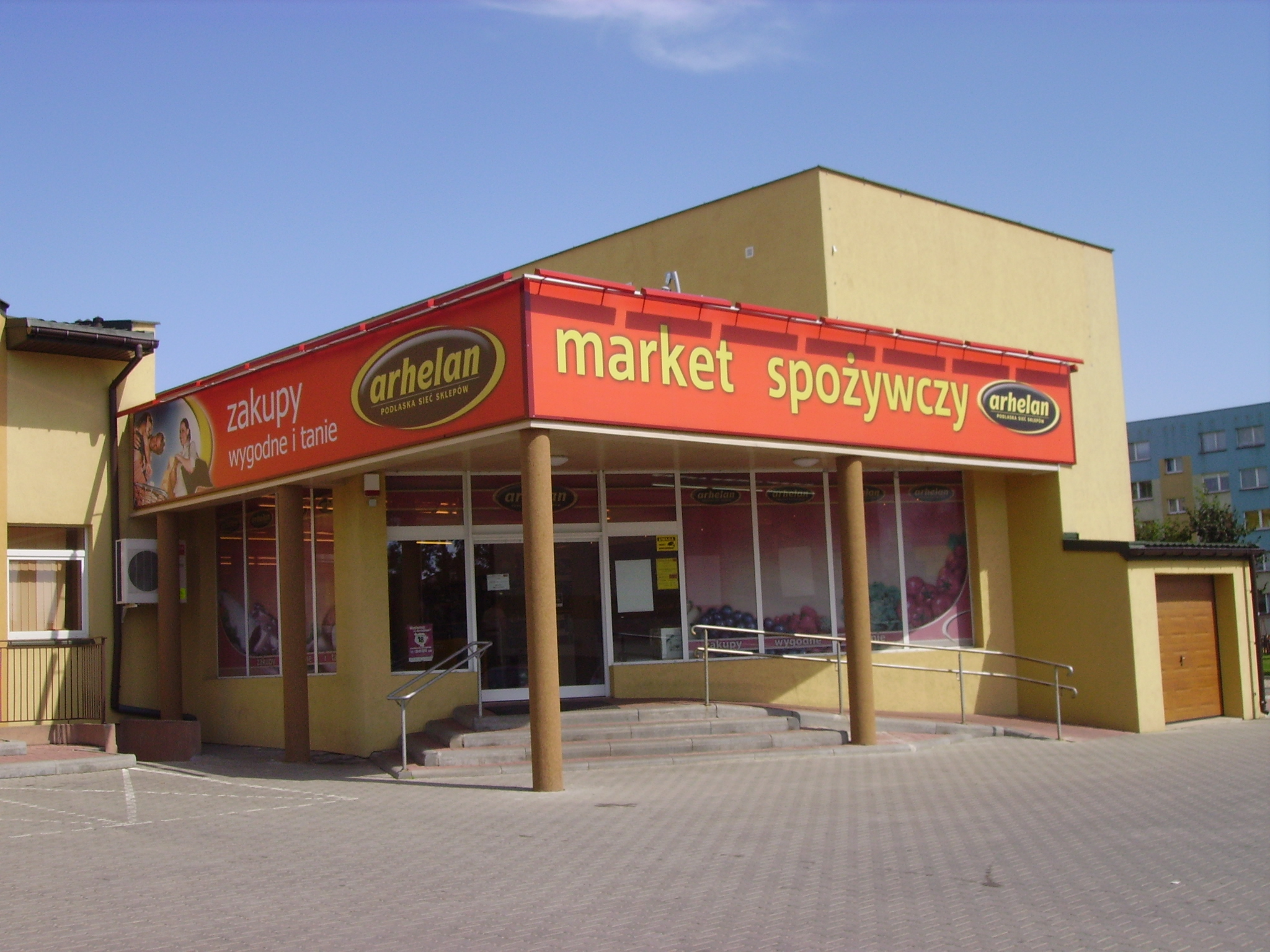
Arhelan in Mońki im Jahr 2011.

### Unternehmensgründung und erstes Wachstum (1991–2010)
Das Unternehmen entstand 1991, als Arkadiusz und Helena Burzyński ein kleines Lager für Süßwaren gründeten. Zwei Jahre später entstand in Siemiatycze das erste Geschäft. Der Wechsel vom Groß- auf den Einzelhandel erfolgte 1995, mit der Eröffnung des ersten Marktes in Bielsk Podlaski. 1996 wurden die ersten Computer im Unternehmen eingesetzt und die Digitalisierung von Prozessen gestartet. Die 30. Filiale konnte 2007 in der Woiwodschaft Ermland-Masuren eröffnet werden. Es war zeitgleich die erste Filiale in der Woiwodschaft.

### Weiteres Wachstum durch Expansion und Übernahmen (2011–2020)
Mit dem Wachstum der Kette wurde das Vertriebszentrum des Unternehmens 2011 auf 4.000 m² erweitert. 2012 konnte man 50 Märkte feiern. Zu dieser Zeit beschäftigte das Unternehmen 1.000 Mitarbeiter. Die Auszahlung von Bargeldbeträgen bis zu 300 Złoty beim Einkauf ist seit 2015 in Filialen der Kette möglich. Aufgrund der Expansion der Kette entstand bis 2018 am Hauptsitz ein neues Logistikzentrum. Im gleichen Jahr eröffnete die erste Filiale in der Woiwodschaft Masowien, ein Jahr später die erste in der Woiwodschaft Lublin. Ebenfalls 2019 eröffnete der erste Markt nach einem neuen Modell, zeitgleich wurden die IT-Systemlandschaft erweitert und die ersten SB-Kassen installiert. Im Dezember 2019 wurden die Märkte der Supermarktkette Carlos übernommen, nur einen Monat später folgte die Übernahme von zwei Filialen der Kette M&L Delikatesy. Das Geschäftsjahr 2020 konnte mit einem Umsatz von mehr als 500 Millionen Złoty abgeschlossen werden. Fast 2.000 Menschen arbeiteten zu diesem Zeitpunkt beim Unternehmen.

### Übernahme durch die Eurocash-Gruppe (2021–)
Im März 2021 wurde der anteilige Kauf von Arhelan durch die Eurocash-Gruppe. Die Gruppe meldete am 10. Mai 2021 bei der polnischen Kartellbehörde UOKiK die Übernahme von zunächst 49 Prozent an. Am 9. November 2021 konnte die Transaktion abgeschlossen werden, nachdem sie im Oktober von der Kartellbehörde genehmigt wurde. Es war eine Zusammenarbeit zwischen Arhelan und der zur Eurocash gehörenden Kette Delikatesy Centrum, bis zu einer vollständigen Integration Arhelans geplant. Am 13. Mai 2022 erwarb Eurocash einen weiteren Prozent, sodass die Kette nun zur Hälfte zur Gruppe gehört. Diesen Schritt kündigte Eurocash bereits im Jahr zuvor an. Ein Jahr später verzichtete Eurocash auf die zuvor vereinbarte Option auch die restlichen Anteile zu übernehmen. Als Grund gab man den fehlenden Integrationswillen von Arhelan in die Strukturen von Delikatesy Centrum an. Eurocash plant jedoch langfristig weiterhin die vollständige Integration samt Umflaggung auf Delikatesy Centrum.

## Carlos Markety
Das 1989 gegründete Unternehmen Przedsiębiorstwo Prywatne Zbigniew Sobolewski Markety Carlos betrieb unter den Namen Carlos Markety (Eigenschreibweise: CARLOS MARKETY) Supermärkte, die im Dezember 2019 von Arhelan übernommen wurden. Gründer Zbigniew Sobolewski erwirtschaftete die ersten Einnahmen zu Beginn im Großhandel, mit dem Export von landwirtschaftlichen Produkten wie Kartoffeln oder schwarzen Johannisbeeren nach Russland, Belarus und in die Vereinigten Staaten. Mit einer Fläche von ca. 1.000 m² eröffnete in Siedlce 1997 der erste Carlos-Supermarkt. 2011 belief sich die Filialanzahl auf elf, davon drei in Siedlce. Die anderen Märkte befanden sich in Ciechanowiec, Kosów Lacki, Kotuń, Międzyrzec Podlaski, Mordy, Mrozy, Węgrów und Żelechów. Je nach Marktgröße bot man bis zu 30.000 Artikel an. Der Hauptsitz des Unternehmens befand sich in Siedlce am Standort des ersten Supermarkts der Kette.